# Lygna
Die Lygna (auch Lyngdalselva) ist ein Fluss in Südnorwegen, der in Agder von Fjotland nach Lyngdal fließt.
Der Fluss entspringt bei Øyvatn in der alten Kommune Fjotland (jetzt Kvinesdal). Der Fluss fließt über Eiken und Hægebostad und mündet zwischen Årnes und Kvavikin in den Lyngdalsfjorden. Der größte Wasserfall befindet sich bei Kvåsfossen und ist 36 Meter hoch. Die Kommune Lyngdal ist nach diesem Fluss benannt.

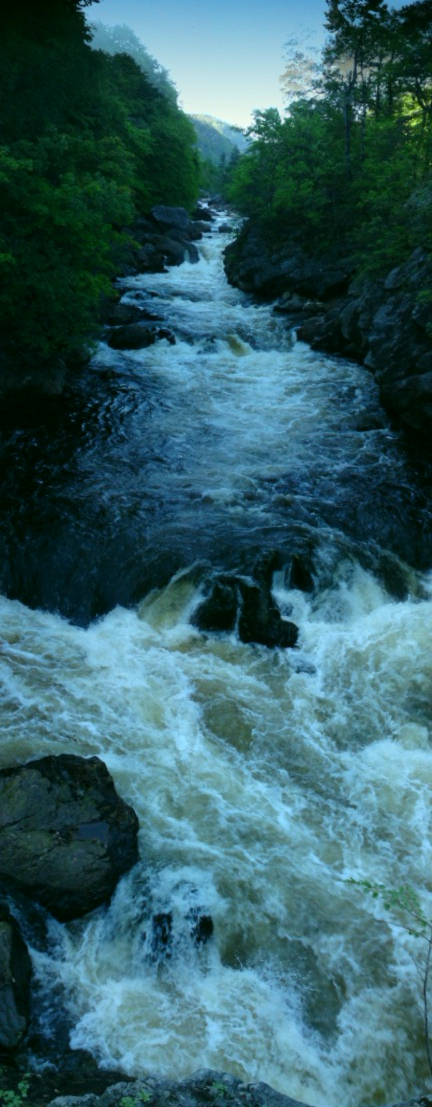
Der Lygna unmittelbar oberhalb des Kvåsfossen-Wasserfalls